# Cumulativiteit
In de semantiek en de logica wordt van een taaluiting X gezegd dat ze cumulatieve referentie heeft als geldt:
"Als X waar is voor de componenten a en b afzonderlijk, dan is X ook waar voor een combinatie van a en b". 
Dit geldt bijvoorbeeld voor begrippen als "vuur", "melk" en "water"; als van zowel a als b gezegd kan worden dat het water is, dan is ook een combinatie van a en b water. Voor het begrip "huis" geldt dit niet; als a een huis is en ook b is een huis, hoeft niet noodzakelijk de combinatie van a en b een huis te zijn. Wel geldt het voor "huizen".
Cumulatieve referentie wordt met name gehanteerd als hulpmiddel bij:
- Het maken van het onderscheid tussen stofnamen en woorden die naar een telbare hoeveelheid van iets verwijzen;
- Het bepalen van teliciteit.

## Definitie
Een cumulatief predicaat CUM kan volgens Manfred Krifka als volgt worden gedefinieerd; daarin is {\displaystyle U} het discourse-universum,  {\displaystyle X} een verzamelingensvariabele, {\displaystyle p} een mereologisch deelstructuur van {\displaystyle U} en {\displaystyle \oplus _{p}} de mereologische som. 
{\displaystyle (\forall X\subseteq U_{p})({\rm {{CUM}(X)\iff \exists x,y(X(x)\wedge X(y)\wedge x\neq y)\wedge \forall x,y(X(x)\wedge X(y)\Rightarrow X(x\oplus _{p}y)))}}}
Een predicaat R met een n-opbouw is daarnaast volgens Krifka cumulatief als geldt:
{\displaystyle (\forall x_{1},\ldots ,x_{n},y_{1},\ldots ,y_{n})(R(x_{1},\ldots ,x_{n})\wedge R(y_{1},\ldots ,y_{n}))\rightarrow R(x_{1}\oplus y_{1},\ldots ,x_{n}\oplus y_{n})}
Deze formule geldt bijvoorbeeld in het volgende zinspaar, waarin de relatie "eten" een cumulatieve referentie heeft:
- Jan eet een appel en Marie een banaan.
- Jan en Marie eten een appel en een banaan.